# Giuditta (Mantegna)
Giuditta è un dipinto tempera a colla e oro su tela di lino (65x31 cm) di Andrea Mantegna, databile al 1495-1500 circa e conservato nel Montreal Museum of Fine Arts in Canada.

## Storia
L'opera fa parte di quella produzione di grisaglie che caratterizzò diverse opere del maestro mantovano negli ultimi anni dalla sua carriera, dal 1495 circa fino alla morte. Tali opere rivaleggiavano con la scultura ed erano molto apprezzate nell'ambiente della corte, anche per la scarsità di grandi scultori attivi a corte e la difficoltà di procurarsi il marmo, che doveva essere importato da territori vicini con un certo esborso economico.
La tavola fa coppia con quella di Didone nello stesso museo, di misure pressoché identiche, e con due tavole alla National Gallery di Londra (Tuccia e Sofonisba), con le quali formavano il gruppo delle Donne esemplari dell'antichità. Citate tutte e quattro nell'inventario port mortem dei beni dell'ultimo duca di Mantova Carlo Federico Gonzaga nel 1542, passarono attraverso Santi Rota nelle collezioni del maresciallo Schulenburg, venendo citate in un inventario del 1738. Alcune incertezze nella ricostruzione storica sono date dalle misure che non combaciano, né con questa coppia né con quella di Montréal.
Le due tavolette canadesi vennero battute a un'asta di Christie's il 13 aprile 1775, quando vennero separate dalle altre due, entrando nelle raccolte londinesi di John Taylor, per essere vendute, in seguito, nel 1912. Dopo un paio di passaggi di proprietà vennero infine acquistate dal museo di Montréal. Sul retro della Giuditta esiste anche una scritta di collezione, visibile con riflettografia, che riporta And.a Mantegnia. P[inxit].

## Descrizione e stile
Giuditta è un'eroina biblica che uccise con l'inganno il perfido tiranno Oloferne, dopo averlo fatto ubriacare. La donna è raffigurata con la spada in mano, mentre tiene con la sinistra la testa barbuta di Oloferne e fa per metterla in un sacco tenuto da un'ancella dai tratti meticci. La composizione era già stata usata con poche varianti da Mantegna almeno in un monocromo oggi a Dublino, in una tavola a Washington e in un disegno datato 1491 al Gabinetto dei disegni e delle stampe di Firenze.
L'imitazione del finto bronzo dorato raggiunge qui un notevole vertice, con lo sfondo di marmo screziato che riproduce con fedeltà una lastra di "verde africano". Il taglio netto delle pieghe dei panneggi rivela un confronto diretto con la scultura, che in quegli anni avveniva proprio per la presenza a Mantova dell'Antico. Tra i virtuosismi spicca il riflesso brillante dell'orecchino in cristallo di rocca di Giuditta o la ruvida consistenza del selciato. Il capriccioso incresparsi dei panneggi nei manti riecheggia altre opere della fase tarda dell'artista, come la Madonna della Vittoria (1496) o l'Introduzione del culto di Cibele a Roma (1505-1506).